# Familie Robinson aus Beverly Hills
Familie Robinson aus Beverly Hills (Originaltitel: Beverly Hills Family Robinson) ist eine US-amerikanische Filmkomödie von Troy Miller aus dem Jahr 1998. Die Handlung beruht auf dem Roman Der Schweizerische Robinson von Johann David Wyss.

## Handlung
Marsha Robinson ist Star einer Kochshow im Fernsehen. Sie und ihre Familie verbringen ihren Urlaub auf einem Boot in der Nähe von Hawaii. Das Boot wird eines Nachts von Piraten gekapert. Die Robinsons überlisten die Piraten, die sie in einem Rettungsboot zurücklassen.
Die Yacht der Robinsons gerät in einen Sturm, und die Familie wird schiffbrüchig. Sie strandet auf einer Insel, auf der bereits der schiffbrüchige Digger lebt. Die Familie freundet sich mit ihm an, und er hilft ihnen beim Bau eines Hauses. Jane Robinson verliebt sich daraufhin in den Mann.
Die Piraten stranden schließlich auf derselben Insel und entdecken die Robinsons. Sie jagen den Robinsons hinterher. Diese verteidigen sich mit selbstgebauten Waffen.
Eines Tages fliegt ein Hubschrauber über der Insel, der auf der Suche nach den Robinsons ist. Der Flieger landet. Die Piraten werden festgenommen und Jane verabschiedet sich von Digger, der auf der einsamen Insel bleiben möchte. Die Robinsons fliegen schließlich wieder nach Hause.

## Hintergrund
Der Film wurde in Australien für die Walt Disney Company gedreht. Seine Erstausstrahlung im US-amerikanischen Fernsehen erfolgte am 11. April 1998.

## Kritik
Das Lexikon des internationalen Films beschreibt den Film als eine „Komödie, die den Robinson-Mythos für ihre Zwecke nutzen möchte.“